# Consiglio dei patriarchi cattolici d'Oriente
Il Consiglio dei patriarchi cattolici d'Oriente (in francese: Conseil des patriarches catholiques d'Orient, CPCO) è un organismo della Chiesa cattolica che riunisce i patriarchi delle Chiese cattoliche orientali ed il patriarca latino di Gerusalemme.
Sede permanente dell'organismo è nel patriarcato di Antiochia dei maroniti a Bkerké, in Libano.

## Natura e obiettivi
La natura del Consiglio è di essere segno e strumento di collegialità patriarcale e di comunione tra le Chiese cattoliche orientali e la Chiesa universale.
Essa si propone di: promuovere la vita cristiana in Medio Oriente; coordinarne l'attività pastorale; affermare il futuro del cristianesimo in quelle terre; consolidare i legami tra i fedeli in madrepatria e quelli della diaspora; favorire il dialogo ecumenico ed interreligioso; assicurare la partecipazione attiva dei cattolici in seno al Consiglio delle Chiese del Medio Oriente (Middle East Council of Churches); promuovere la pace, lo sviluppo, il rispetto dei diritti dell'uomo e della donna.

## Composizione
Ne fanno parte di diritto i patriarchi delle Chiese cattoliche di rito orientale ed il patriarca latino di Gerusalemme:
- patriarca di Alessandria dei copti: Ibrahim Isaac Sidrak;
- patriarca di Antiochia dei maroniti: cardinale Béchara Boutros Raï;
- patriarca di Antiochia dei melchiti: Youssef Absi;
- patriarca di Antiochia dei siri: Ignace Joseph III Younan;
- patriarca di Baghdad dei caldei: cardinale Louis Raphaël I Sako;
- patriarca di Cilicia degli armeni: Raphaël Bedros XXI Minassian;
- patriarca di Gerusalemme dei latini: cardinale Pierbattista Pizzaballa.

## Elenco dei presidenti
- Cardinale Stéphanos II Ghattas (2003 - 2006)
- Cardinale Nasrallah Pierre Sfeir (2006 - 26 febbraio 2011)
- Cardinale Béchara Boutros Raï, dall'aprile 2011